# Будимці
45°28′ пн. ш. 18°19′ сх. д. / 45.46° пн. ш. 18.32° сх. д.
Будимці (хорв. Budimci) — населений пункт у Хорватії, в Осієцько-Баранській жупанії у складі громади Подгорач.

## Населення
Населення за даними перепису 2011 року становило 670 осіб.
Динаміка чисельності населення поселення:

## Клімат
Середня річна температура становить 11,02 °C, середня максимальна – 25,44 °C, а середня мінімальна – -6,21 °C. Середня річна кількість опадів – 694 мм.
| Клімат поселення                              | Клімат поселення | Клімат поселення | Клімат поселення | Клімат поселення | Клімат поселення | Клімат поселення | Клімат поселення | Клімат поселення | Клімат поселення | Клімат поселення | Клімат поселення | Клімат поселення | Клімат поселення |
| Показник                                      | Січ.             | Лют.             | Бер.             | Квіт.            | Трав.            | Черв.            | Лип.             | Серп.            | Вер.             | Жовт.            | Лист.            | Груд.            |                  |
| Середній максимум, °C                         | 5,79             | 8,09             | 12,72            | 17,24            | 22,27            | 25,44            | 25,11            | 24,68            | 20,68            | 15,30            | 9,32             | 5,39             |                  |
| Середня температура, °C                       | −0,2             | 2,10             | 6,70             | 11,22            | 16,27            | 19,45            | 21,14            | 20,69            | 16,69            | 11,36            | 5,39             | 1,40             |                  |
| Середній мінімум, °C                          | −6,21            | −3,9             | 0,72             | 5,23             | 10,27            | 13,43            | 17,18            | 16,72            | 12,74            | 7,39             | 1,40             | −2,59            |                  |
| Норма опадів, мм                              | 44               | 41               | 41               | 54               | 65               | 89               | 64               | 61               | 52               | 60               | 68               | 55               |                  |
| Середньомісячна швидкість вітру, м/с          | 2.20             | 2.40             | 2.70             | 2.60             | 2.30             | 2.10             | 2.10             | 1.90             | 1.90             | 2.00             | 2.10             | 2.20             |                  |
| Середньомісячна сонячна радіація, кДж/м²·день | 4265             | 6925             | 10880            | 15311            | 19263            | 21378            | 22127            | 20325            | 14923            | 9320             | 4805             | 3581             |                  |
| --------------------------------------------- | ---------------- | ---------------- | ---------------- | ---------------- | ---------------- | ---------------- | ---------------- | ---------------- | ---------------- | ---------------- | ---------------- | ---------------- | ---------------- |
| Джерело:                                      |                  |                  |                  |                  |                  |                  |                  |                  |                  |                  |                  |                  |                  |